# Garrigues (empresa)
J&A Garrigues, de nombre comercial Garrigues, es un bufete de abogados español con sede en Madrid, generalmente considerado como uno de los bufetes españoles más prestigiosos. Fundado en 1941, es el mayor bufete español por facturación y número de abogados.
Cuenta con cerca de 2.000 profesionales y oficinas en 20 ciudades de España y Portugal, así como en Nueva York, Shanghái, Beijing, Casablanca, Londres, Bruselas, Varsovia, Bogotá, Ciudad de México, Santiago de Chile y Lima. El presidente ejecutivo del despacho de abogados Garrigues es desde octubre de 2014 Fernando Vives. Su antecesor, Antonio Garrigues Walker, dirigió la firma desde 1962 y es ahora su presidente de honor.

## Orígenes del Despacho Garrigues
El despacho de abogados se funda en 1941 por los hermanos Joaquín Garrigues Díaz-Cañabate y Antonio Garrigues Díaz-Cañabate.
Joaquín Garrigues Díaz-Cañabate, nacido en 1899 y catedrático de Derecho Mercantil con tan sólo 29 años. Bajo su dirección se iniciaron en el Instituto de Derechos Políticos los trabajos de reforma del Derecho Español de Sociedades Anónimas (1944); fundador de la Revista de Derecho Mercantil (1946), elaboró poco después el anteproyecto de lo que sería la Ley de Sociedades Anónimas (1951) y el de la Ley de Sociedades de Responsabilidad Limitada.
Antonio Garrigues Díaz-Cañabate, nació en 1904, ejerció como abogado hasta que fue nombrado director general de Registro y del Notariado en 1931, durante la II República Española. Ejerció como embajador en EE. UU. (1962-64) y ante la Santa Sede (1964-72) y desempeñó el puesto de ministro de Justicia del primer gobierno de la Monarquía Española (1975-76).

## Historia
El bufete de abogados Garrigues opera en el sector de los servicios profesionales. Desde su fundación, presta asesoramiento jurídico en todas las áreas del derecho empresarial y, a lo largo de su historia, ha colaborado con numerosas entidades y administraciones públicas en el desarrollo de sus actividades. Su modelo de trabajo se estructura en más de treinta grupos especializados por área de práctica y por sector de actividad: derecho mercantil, derecho fiscal, derecho laboral, procesal y arbitraje, derecho administrativo, derecho farmacéutico y biotecnología, tecnologías de la información, infraestructuras, medio ambiente o deportes y entretenimiento, entre muchas otras.
En 1991 se establece en Portugal por medio del Grupo Legal Portugués, formado también por firmas legales de Portugal, Brasil y el Reino Unido. La práctica portuguesa de Garrigues opera de manera individual desde el año 2005, cuando se fusionó con el despacho Leónidas, Matos & Asociados.
En 1997, tras la fusión con Arthur Andersen, Asesores Legales y Tributarios (ALT), se constituye Garrigues & Andersen que cuenta con un equipo de casi 600 profesionales.
En marzo de 2002, tras la desaparición de la red Andersen World Wide, el despacho de abogados opta por mantener su independencia y opera desde entonces bajo el nombre de Garrigues.
Posteriormente, en mayo de 2013, se anunciaría un giro en la estrategia internacional del despacho, apostando por la apertura de oficinas por su cuenta en Iberoamérica (Colombia, Perú y México).
Fernando Vives Ruiz desde el primero de octubre de 2014 sustituye a Antonio Garrigues Walker como presidente ejecutivo de Garrigues.
En la actualidad Garrigues es el bufete líder en operaciones mercantiles en España, principalmente en fusiones y adquisiciones (M&A) con 33.000 millones de euros de valor de operaciones asesoradas (2018) en 126 operaciones; 23.400 millones de euros asesorados en salidas a bolsa; y unos ingresos totales de 365 millones de euros (2018).

## Áreas de práctica
Garrigues presta servicios en muchas áreas de práctica enumeradas aquí:
- Derecho Bancario y Derecho Financiero
- Derecho Administrativo
- Derecho Contable
- Derecho del Mercado de Valores
- Derecho Urbanístico
- Human Capital Services
- Fusiones y adquisiciones
- Litigación y Arbitraje
- Derecho Inmobiliario
- Derecho Europeo y de la Competencia
- Reestructuraciones e Insolvencias
- Derecho de las Tecnologías de la Información
- Derecho de las Telecomunicaciones y Derecho Audiovisual
- Derecho Penal
- Derecho Deportivo y del Entretenimiento
- Derecho y regulación del Seguro
- Derecho Farmacéutico y Biotecnología
- Derecho Marítimo y Transporte
- Regulación del Sector Energético
- Medio Ambiente
- Propiedad Industrial e Intelectual
- Contratación Mercantil y Derecho Societario
- Derecho Laboral
- Derecho Fiscal

## Centro de Estudios Garrigues
El Centro de Estudios Garrigues es un centro educativo privado fundado en 1994, vinculado al despacho Garrigues, y especializado en el Derecho de sociedades. Opera como centro adscrito a la Universidad Europea de Madrid y oferta programas de máster especializados en las distintas áreas del Derecho, así como programas de formación ejecutiva y formación “incompany” para juristas.
El Centro de Estudios Garrigues también promueve premios jurídicos en el ámbito académico como son el premio "The Young Excellence Challenge", que premia trabajos de investigación jurídica sobre el impacto del desarrollo tecnológico en el ejercicio de la profesión de la abogacía; y especialmente el Premio Jóvenes Juristas, convocado conjuntamente con la Fundación Garrigues y Thomson Reuters Aranzadi, consistente en la elaboración y defensa oral de un dictamen sobre un caso de derecho de sociedades en su aspectos teóricos y prácticos, principalmente enfocado a operaciones de fusiones y adquisiciones.
| EDICIÓN              | GANADOR                                   | UNIVERSIDAD                                     |
| -------------------- | ----------------------------------------- | ----------------------------------------------- |
| XXIII EDICIÓN - 2023 | Francisco Javier Oñate Díaz               | Instituto Superior de Derecho y Economía (ISDE) |
| XXII EDICIÓN - 2022  | Begoña Olaizola Zárraga                   | Universidad de Salamanca                        |
| XXI EDICIÓN - 2021   | Paula Lissorgues Egea                     | Universidad Carlos III de Madrid                |
| XX EDICIÓN - 2020    | Sergio Palacín García                     | Universidad de Alicante                         |
| XIX EDICIÓN - 2019   | Celia Herrero Cantó                       | Universidad de Alicante                         |
| XVIII EDICIÓN - 2018 | Juan Antonio Mancilla Álvarez             | Universidad de Deusto                           |
| XVII EDICIÓN - 2017  | José María Trabada Sánchez de Toca        | Universidad Complutense de Madrid               |
| XVI EDICIÓN - 2016   | Rafael Hernáez Sorribes                   | Universidad Pontificia Comillas (ICADE)         |
| XV EDICIÓN - 2015    | María Flores Navarro                      | Universidad Pontificia Comillas (ICADE)         |
| XIV EDICIÓN - 2014   | Francesc Cholvi Roig                      | Universidad de Valencia                         |
| XIII EDICION - 2013  | Borja Sánchez Barroso                     | Universidad Pontificia Comillas (ICADE)         |
| XII EDICIÓN – 2012   | Enrique Sánchez de Castro Martín – Luengo | Universidad de Castilla-La Mancha               |
| XI EDICIÓN – 2011    | Enrique Gandía Pérez                      | Universidad Autónoma de Madrid                  |
| X EDICIÓN - 2010     | Carmen Alfonso Rico                       | Universidad Pontificia Comillas (ICADE)         |
| IX EDICIÓN – 2009    | Judith Arnal                              | Universidad de Navarra                          |
| VIII EDICIÓN – 2008  | Eugenio Olmedo                            | Universidad de Málaga                           |